# Smokepurpp
Omar Pineiro (Chicago, 1997. május 15. –), művésznevén Smokepurpp, amerikai rapper, Miamiból, Florida államból. Pineiro először 2017-ben ért el sikereket a SoundCloud platformon, miután a "Ski Mask" című száma híres lett.  Az eredetileg producer Pineiro a "SoundCloud rap" egyik legismertebb alakja. Olyan művészekkel dolgozott együtt, mint például Lil Pump, aki azóta nagyon híres lett a zenei piacon.
Pineiro 2017 szeptember 28-án  megjelentette debütáló mixtape-jét "Deadstar" néven, ami a Billboard 200-on a 42. helyen végzett.

## Korai évei
Pineiro 1997. május 15-én született Chicagóban. 3 éves volt, amikor családja elköltözött Miamiba, Florida államba. Pineiro úgy írta le középiskolás önmagát, mint egy nyugodt, természetes személy, aki szívesen veteti körbe magát különböző emberekkel. Pineiro producerként kezdte a karrierjét, egy hobbiként. Rapper karrierjét akkor kezdte, amikor nem vette meg senki sem a beatjeit, amiket csinált. A SoundCloud platformon elért sikerei miatt Pineiro kimaradt az iskolából a végzős évében.

## Pályafutása
Pineiro eredetileg még középiskolában kezdte a zenei karrierjét, mint producer. Akkor kezdett el rappelni, amikor a beatjeit senki sem vette meg- Első dalát 2015-ben publikálta a SoundCloud platformon, amit a nem túl jó minőség miatt később letörölt. Hamarosan feltöltötte második dalát, a "Live Off a Lick"-et, melyet közösen csinált a Floridai rapperrel, XXXTentacion-al. Pineiro végül a végzős évében kimaradt az iskolából hogy zenei karrierjével foglalkozzon.
2017 márciusában Pineiro leszerződött az Interscope Records-szal, és az Alamo Records-szal. Ezt követően bejelentette az első mixtape-jét március 9-én, a Twitter közösségi platformon. Néhány nappal később, Március 14-én bejelentette, hogy a címe "Deadstar" lesz. .
2017 májusában kiadta az "Audi" című számát. Hamarosan ez lett a legnagyobb slágere, 25 millió hallgatással SoundCloud-on, és 33 millió streammel Spotify-on  2017 októberében. 2017 szeptemberében Pineiro bejelentette hogy szeptember 22-én fog megjelenni a Deadstar, azt követően, hogy bejelentette az új albumát, a  "Bless Yo Trap"-et. De később bejelentette, hogy a Deadstar késleltetve lesz .
2017 szeptember 28-án megjelent a Deadstar. A mixtape-en olyan előadók közreműködnek, mint például Chief Keef, Juicy J vagy Travis Scott. A mixtape a 42. helyen debütált a Billboard 200-on.. A megjelenést követően Pineiro leszerződött a Cactus Jack Recordsnál.
2017 novemberében, Pineiro egy MTV műsorban, a TRL-ben szerepelt. Ahol bejelentette a Murda Beatz-el közösen készített albumát, a Bless Yo Trap-et. Később kiadott két kislemezt, a 123-at és a Do Not Disturb-et, az utóbbiban közreműködött Lil Yachty és Offset a Migosból. A kislemez 2018 április 13-án jelent meg.
2018 március 20-án Pineiro ott volt a SXSW-ban, és interjút adott Nardwuar the Human Serviette-nek. Nardwuar elmondta, hogy két projektje is van ami 2018-ban jön: a Sound Of Space, valamint a Deadstar 2.

## Diszkográfia

### EP-k
| Cím              | Részletek                                                                 |
| ---------------- | ------------------------------------------------------------------------- |
| Up Now Fuck Next | - Megjelent: Május 12, 2017 - Címke: Alamo - Formátum: Digitális letöltés |

### Mixtape-ek
| Cím                                                               | Album részletek                                                                                         | Csúcs chart-pozíció | Csúcs chart-pozíció     | Csúcs chart-pozíció  | Csúcs chart-pozíció |
| Cím                                                               | Album részletek                                                                                         | Egyesült Államok    | Egyesült Államok R&B/HH | Egyesült Államok Rap | Kanada              |
| ----------------------------------------------------------------- | --- | ------------------- | ----------------------- | -------------------- | ------------------- |
| Deadstar                                                          | - Megjelent: Szeptember 29, 2017 - Címke: Alamo, Felvétel, Cactus Jack - Formátumok: Digitális letöltés | 42                  | 24                      | 16                   | 77                  |
| Bless Yo Trap (with Murda Beatz)                                  | - Megjelent: Április 13, 2018-Ig - Címke: Alamo, Felvétel, Cactus Jack - Formátumok: Digitális letöltés | 40                  | 22                      | 17                   | 30                  |
| Deadstar 2                                                        | - Megjelent: Még nem jelent meg - Címke: Alamo, Felvétel, Cactus Jack - Formátumok: Digitális letöltés  | —                   | —                       | —                    | —                   |
| Sound Of Space                                                    | - Megjelent: Még nem jelent meg - Címke: Alamo, Felvétel, Cactus Jack - Formátumok: Digitális letöltés  | —                   | —                       | —                    | —                   |
| Az "—" azokat a felvételeket jelöli, melyek még nem jelentek meg. | |                     |                         |                      |                     |

### Kislemezek
| Cím              | Év   | Csúcs chart-pozíció   | Minősítések   | Album         |
| Cím              | Év   | Egyesült Államok Bub. | Minősítések   | Album         |
| ---------------- | ---- | --------------------- | ------------- | ------------- |
| "Audi"           | 2017 | —                     | - RIAA: Arany | Deadstar      |
| "123"            | 2018 | 19                    |               | Bless Yo Trap |
| "Do Not Disturb" | 2018 | —                     | Bless Yo Trap |               |